# Mien (nummer)
"Mien" is een nummer van de Nederlandse zanger Robert Long uit 1974.
"Mien" is het tweede nummer is van Longs album Vroeger of later. In de tekst wordt een burgerlijke conservatieve Nederlander uit begin jaren '70 gepersifleerd. Het nummer is geschreven door Long, gearrangeerd door Erik van der Wurff en geproduceerd door John Möring. Long wordt bij dit nummer ondersteund door Frank Noya (bas), Louis de Lussanet (drums), Van der Wurff (piano), Hans Hollestelle en Peter Nieuwerf (gitaar), Gerard Engelsma, Jan Vleeshouwer en Wim Kuylenburg (trompet).
Hoewel het nummer nooit op single is uitgebracht, geldt het als een van Longs bekendere nummers.

## NPO Radio 2 Top 2000
Mien stond alleen in 2000 in de NPO Radio 2 Top 2000, op plek 996.